# Reine Claude

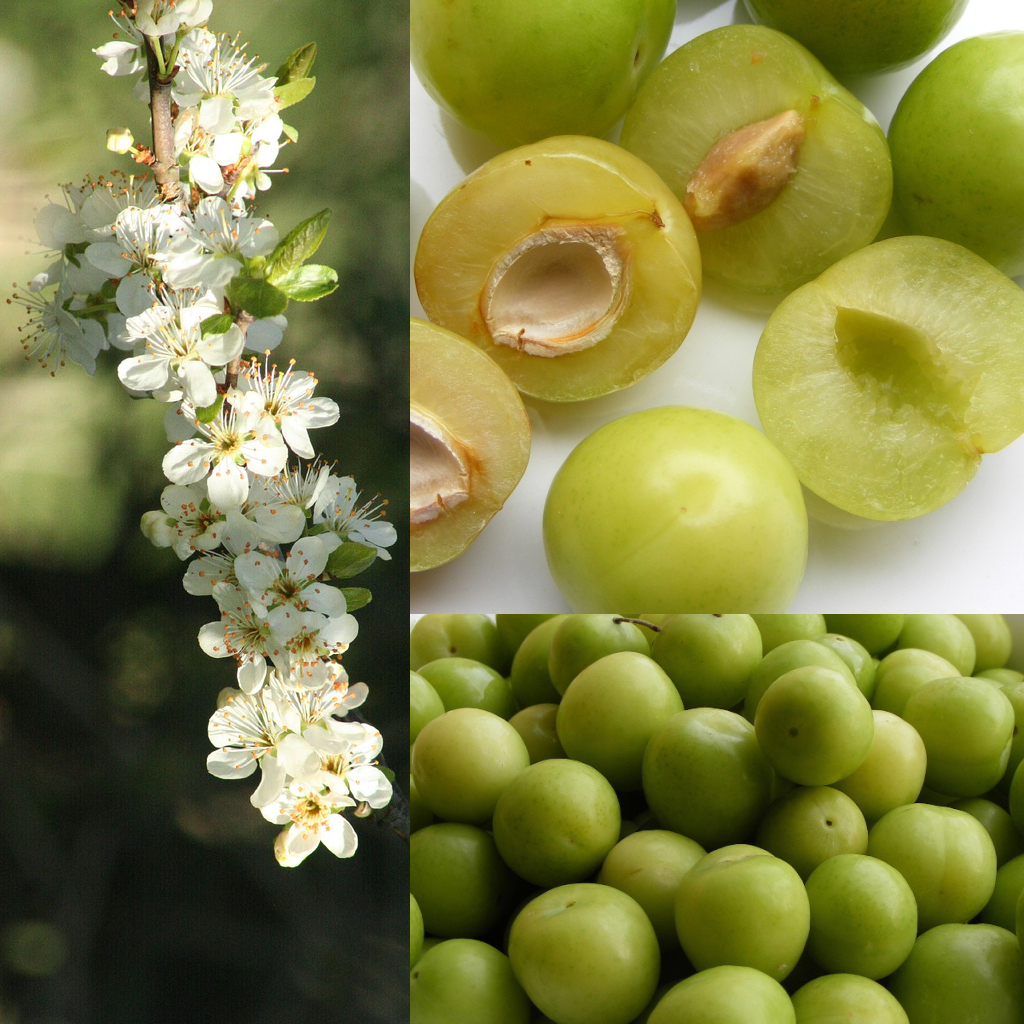
'Reine Claude'-pruim

'Reine Claude' is een pruimenras dat dateert uit de 16e eeuw. Er bestaan verschillende varianten, waaronder 'Reine Claude d'Althann', 'Reine Claude d'Oullins' en 'Reine Claude Verte'. De pruim is in rode en groene variëteiten verkrijgbaar. Ze wordt vers aangeboden maar ook toegepast als basis voor limonadesiroop. De vruchten zijn ook zeer geschikt voor het maken van jam. De tijd dat de pruim rijp is om geplukt te worden, varieert van half tot eind augustus. Het is een relatief kleine pruim. Het formaat is tussen 32 en 42 mm diameter. De bomen waaraan ze groeien zijn middelmatig tot vrij hoog (halfstam en hoogstam).
'Reine Claude' is de naam van de cultivar; de naam van de vrucht die van de cultivar wordt gewonnen wordt als reine-claude geschreven. De pruim ontleent zijn naam aan koningin Claude, de echtgenote van Frans I van Frankrijk.